# Primer Congreso Continental
El Primer Congreso  Continental fue un cuerpo de representantes elegidos por los cuerpos legislativos de las colonias americanas de Reino Unido de Gran Bretaña en 1774, excepto Georgia. Se reunió brevemente y designó a su sucesor, el Segundo Congreso Continental, que organizó a los estadounidenses en la guerra de independencia contra la metrópoli.
El 5 de septiembre de 1774, los representantes de las asambleas de las colonias se reunieron en Filadelfia. El dilema que enfrentaba al Congreso no era simple porque tenía que mostrar firmeza ante el Gobierno británico y, a su vez, debía poner freno a los deseos independentistas de los Hijos de la Libertad, que alarmaron a los sectores conservadores, más proclives a llegar a un acuerdo con la Corona.
El Congreso aprobó una Declaración de Derechos y Agravios dirigida al pueblo de Gran Bretaña y de las colonias, y también aprobó una petición al rey. En ambos documentos se reconocía el derecho del Parlamento a regular el comercio exterior pero se defendía el derecho de las colonias a manejar sus propios asuntos internos sin intervención del gobierno imperial.
Esta decisión no agradó a los grupos más radicales, que sostenían que el Parlamento no tenía ningún derecho sobre las colonias, que los colonos no debían honrar al rey, apoyarlo en las guerras ni respetar los tratados internacionales que este firmara, y que las colonias debían gobernarse por medio de sus asambleas. Esta doctrina no iba a ser aceptada por el Gobierno británico, ya que aceptarla significaba el fin de la relación colonial.
Tras el motín del té de 1773, se reunió el primer congreso continental en 1774, evento al que asistieron cerca de 56 delegados procedentes de 12 de las 13 colonias, (Georgia no envió representante). Entre los asistentes más destacados figuraron George Washington, Thomas Jefferson, Patrick Henry, John Adams, Samuel Adams y Benjamín Franklin.
Para ese momento aún no había una clara determinación de independencia, así que el encuentro tuvo el propósito de solicitar a la corona la derogación de las sanciones aplicadas a quienes habían participado en las revueltas, la eliminación del impuesto y las trabas que impedían el desarrollo de la industria y del comercio intercontinental.
El rey rechazó la mayoría de los cuestionamientos y peticiones que emanaron del congreso y calificó las reuniones y protestas como actos de rebelión, por lo que ordenó ampliar la presencia militar presente en territorio colonial.
Acuerdos logrados
•El parlamento inglés tiene derecho a reglamentar el comercio entre la metrópoli y las colonias, pero no puede emitir leyes para regular la vida dentro de las colonias mucho menos intervenir en temas tributarios o de justicia.
•los habitantes de las colonias y sus descendientes tienen los mismos derechos y libertades que los ciudadanos de Inglaterra.
•los habitantes de las colonias deben obtenerse de comparar productos provenientes de la metrópoli. la propuesta fue acogida por diversos sectores de la población incluidos ricos terratenientes.